# 布丽吉塔·布科韦茨
布丽吉塔·布科韦茨（1970年5月21日—），斯洛文尼亚女子田径运动员。她曾代表亚斯洛文尼参加1992年和1996年夏季奥林匹克运动会田径比赛，其中1996年奥运会获得一枚银牌。